# Xã Antioch, Quận White, Arkansas
Xã Antioch (tiếng Anh: Antioch Township) là một xã thuộc quận White, tiểu bang Arkansas, Hoa Kỳ. Năm 2010, dân số của xã này là 562 người.